# Paléoichnologie
La paléoichnologie (du grec : palaios, ancien ; ιχνος, ikhnos, empreinte, trace ; logos, étude, discours, science ; il s'agit donc, littéralement, de la science des traces anciennes) est le domaine de la paléontologie étudiant les traces d'activité biologique fossilisées (ichnofossiles) soit l'équivalent des indices de présence. Ceci comprend les traces de déplacement, bioturbation, forage, bioconstruction (stromatolithes), de reproduction (morceaux de coquilles d’œufs, nids, etc), de prédation, de digestion (coprolithes), de repos, et autres comportements habituels ou occasionnels d'êtres vivants. Quand il s'agit d'empreintes, celles-ci sont appelées ichnites. Ces éléments permettent de reconstituer des paléoenvironnements, l'écologie des organismes en présence, et de déterminer leur attribution taxinomique.

## Historique

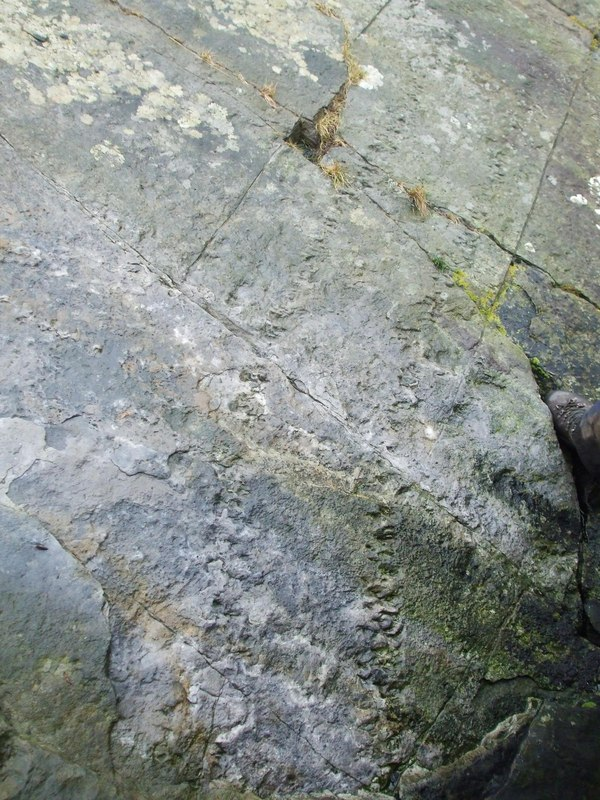
Empreintes fossiles attribuées à Arthropleura (île d'Arran, Écosse). Ce sentier est le spécimen type de l'ichnotaxon Diplichnites cuithensis.

Avant que la paléoichnologie ne devienne une discipline scientifique, les traces d'activité biologique souffraient d'interprétations peu claires et équivoques voire fantaisistes, dont certaines sont entrées dans les légendes et folklores locaux. Dès l'Antiquité, de nombreuses traces issues d'empreintes fossiles d'espèces de vertébrés disparues sont associées à des dieux, des géants ou des héros. Au Moyen-Âge, elles sont associées à des créatures fantastiques (notamment des dragons), au diable ou des personnages saints.
« La paléo-ichnologie est née en 1802 lorsqu'un jeune garçon, Pliny Moody, qui travaillait avec son père dans une ferme à South Hadley, dans l'est des États-Unis, mit au jour avec le soc de sa charrue une grande dalle de pierre sur laquelle se trouvaient imprimées cinq petites empreintes tridactyles ». D'autres spécimens furent récoltés dans la vallée du Connecticut dans les décennies suivantes.
Ces curiosités géologiques sont alors considérées comme des empreintes laissées par le passage d'oiseaux antédiluviens, tel le corbeau de Noé. Portées en 1835 à l'attention du révérend Edward Hitchcock (paléontologue et créationniste « Jeune-Terre ») qui en découvre plus de 20 000 jusque dans les années 1860, il les baptise « ornithichnites (en) » (du grec órnithos, « oiseau », et íkhnos, « trace, empreinte, piste ») supposant qu'elles sont les traces d'oiseaux aptères, alors qu'il s'agit principalement de dinosaures théropodes comme le propose le paléontologue Edward Drinker Cope dès 1867. Hitchcock invente ainsi une discipline scientifique qu'il nomme en 1836 ornithichnologie, avant de la rebaptiser quelque temps plus tard ichnologie, pour y inclure toutes les traces fossiles.
Les toutes premières études scientifiques notables sur les empreintes de pieds d'hominines ont lieu au début du XXe siècle. Elles sont « notamment menées sous l'impulsion de Henri Bégouën et Henri Vallois, deux préhistoriens français renommés, qui ont étudié des empreintes laissées par des Homo sapiens du Paléolithique supérieur dans plusieurs grottes du sud de la France comme celles du Tuc d'Audoubert et du Pech Merle (Bégouën et Vallois, 1927). Il faut attendre ensuite la seconde moitié du XXe siècle pour observer le premier essor de l'étude des empreintes de pieds tout d'abord par la poursuite des études sur les empreintes découvertes en grottes par Léon Pales dans les années 50 et 60 (Pales, 1954) puis par la découverte d'un site exceptionnel…, celui de Laetoli en Tanzanie dans les années 70 (Leakey et Hay, 1979). Enfin, un second essor a lieu depuis une quinzaine d’années sous l'influence d'une part de la découverte de plusieurs sites d'importance mais également du développement des techniques de recherche, d'identifications, de conservations et d'analyses des empreintes de pieds » (photogrammétrie, scan laser, modélisation 3D…).
Les premières traces de déplacement connues ne dataient, jusqu'en 2019, que de 580 Ma (Édiacarien). Cet âge est aujourd'hui repoussé à 2,1 Ga, avec la découverte de 80 galeries traversant les roches sédimentaires du Francevillien (province du Haut-Ogooué, Gabon). Mesurant jusqu'à 170 mm de long et 6 mm de large, ces galeries sont sinueuses et contiennent des restes de matière organique fossilisée,,. Leur morphologie particulière, explorée par microtomographie X, exclut une origine abiotique.

## Principes et applications
Ce domaine de la paléontologie, très actif dans la deuxième moitié du XXe siècle (travaux d'Adolf Seilacher), ne se contente pas de la description des traces fossiles.
L'association de ces dernières au sein des roches constitue en effet un moyen privilégié de reconstituer les paléoenvironnements. Des ichnofaciès sont définis à partir des assemblages les plus caractéristiques d'ichnofossiles ; ces ichnofaciès se retrouvent à différentes époques géologiques mais caractérisent toujours un même environnement. En effet, les comportements des organismes anciens semblent souvent contrôlés par des paramètres tels que le taux de sédimentation, les apports de matière organique, la bathymétrie etc.
La paléoichnologie peut à l'occasion fournir des indications sur les conditions de dépôt d'une roche sédimentaire, et ainsi favoriser la découverte de gisements d'hydrocarbures fossiles.
Enfin, les ichnofossiles témoignent de l'évolution du comportement animal au cours des temps géologiques.

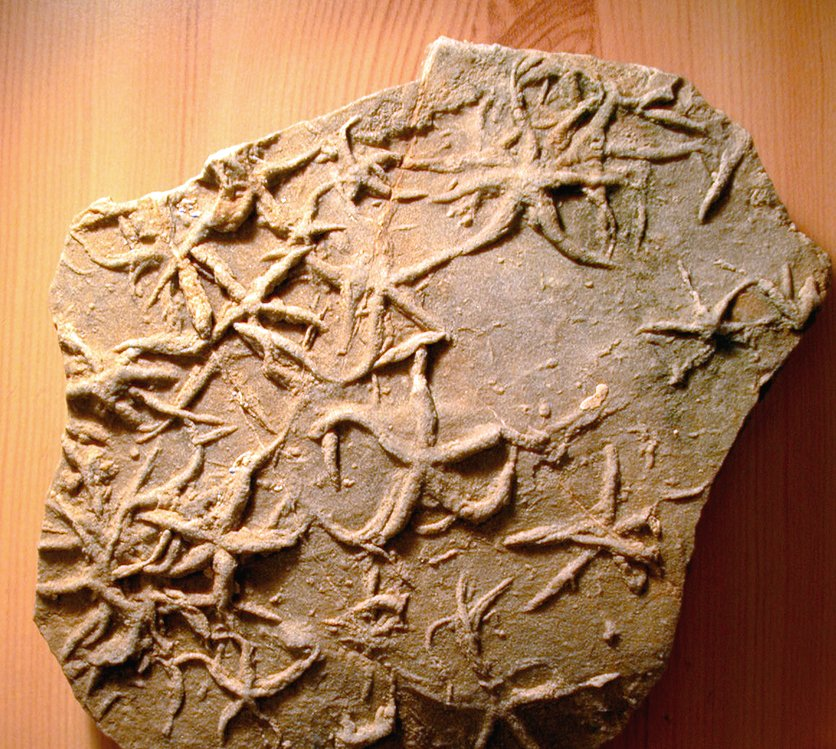
Asteriacites, ichnogenre attribué à des étoiles de mer (groupe Cubichnia).
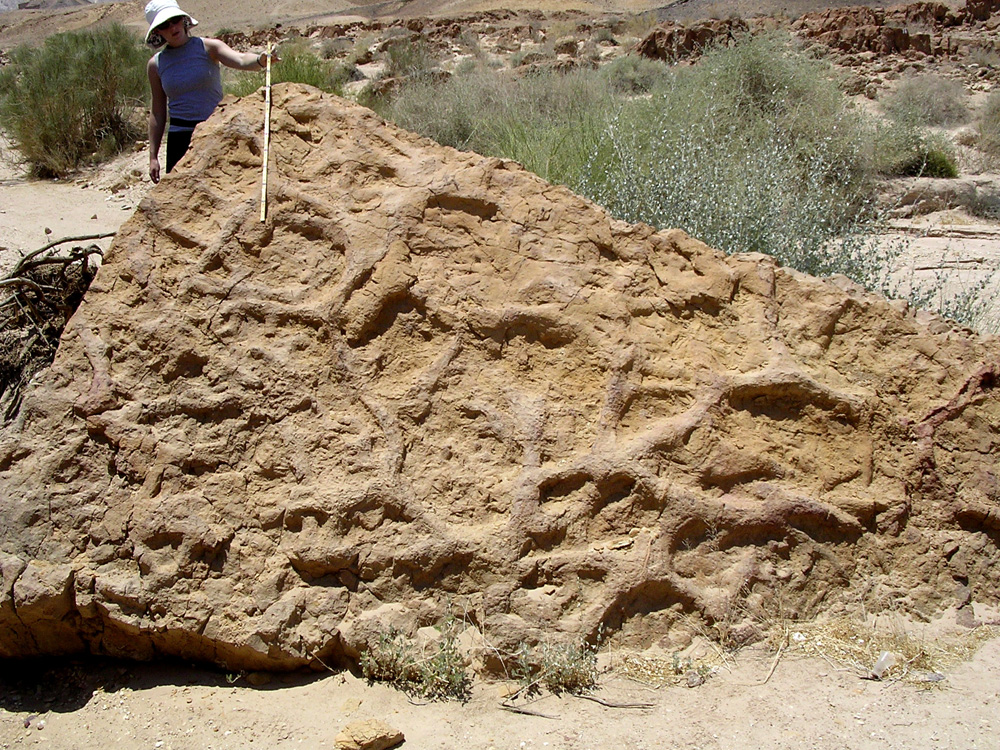
Thalassinoides, terriers attribués à des crustacés (groupe Domichnia).
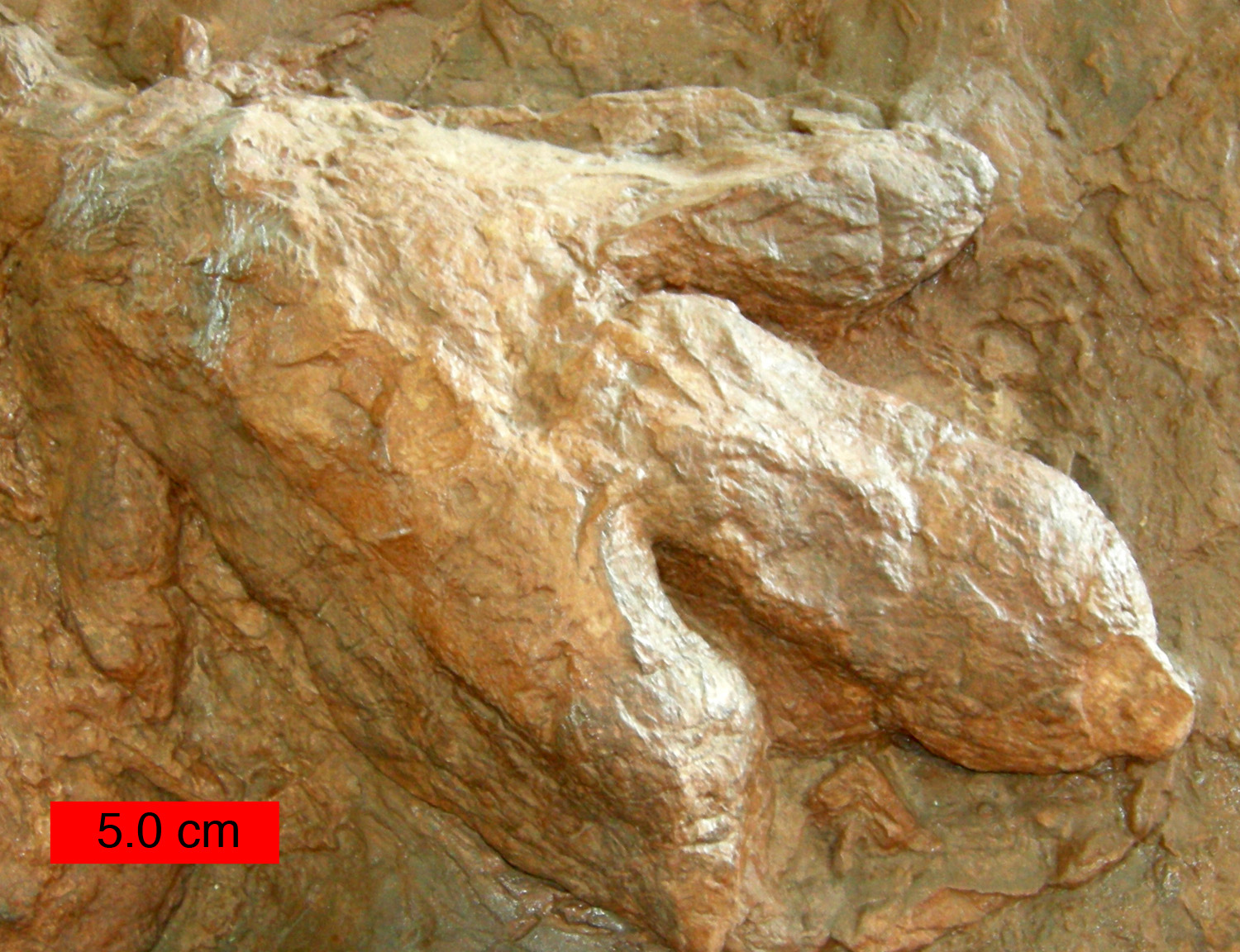
Ichnite (Empreinte fossilisée de pied).
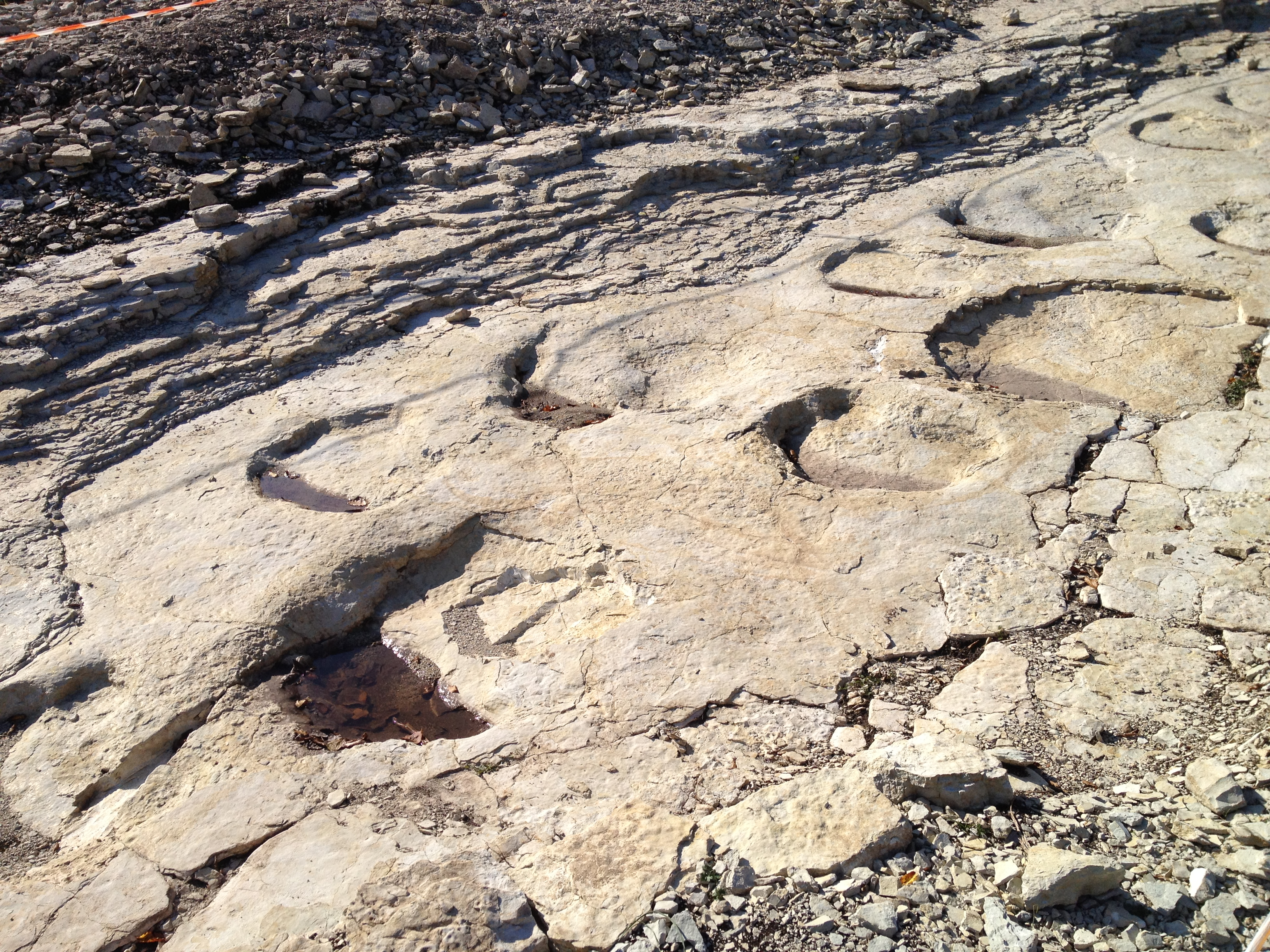
Empreintes fossiles de sauropodes (à Dinoplagne).
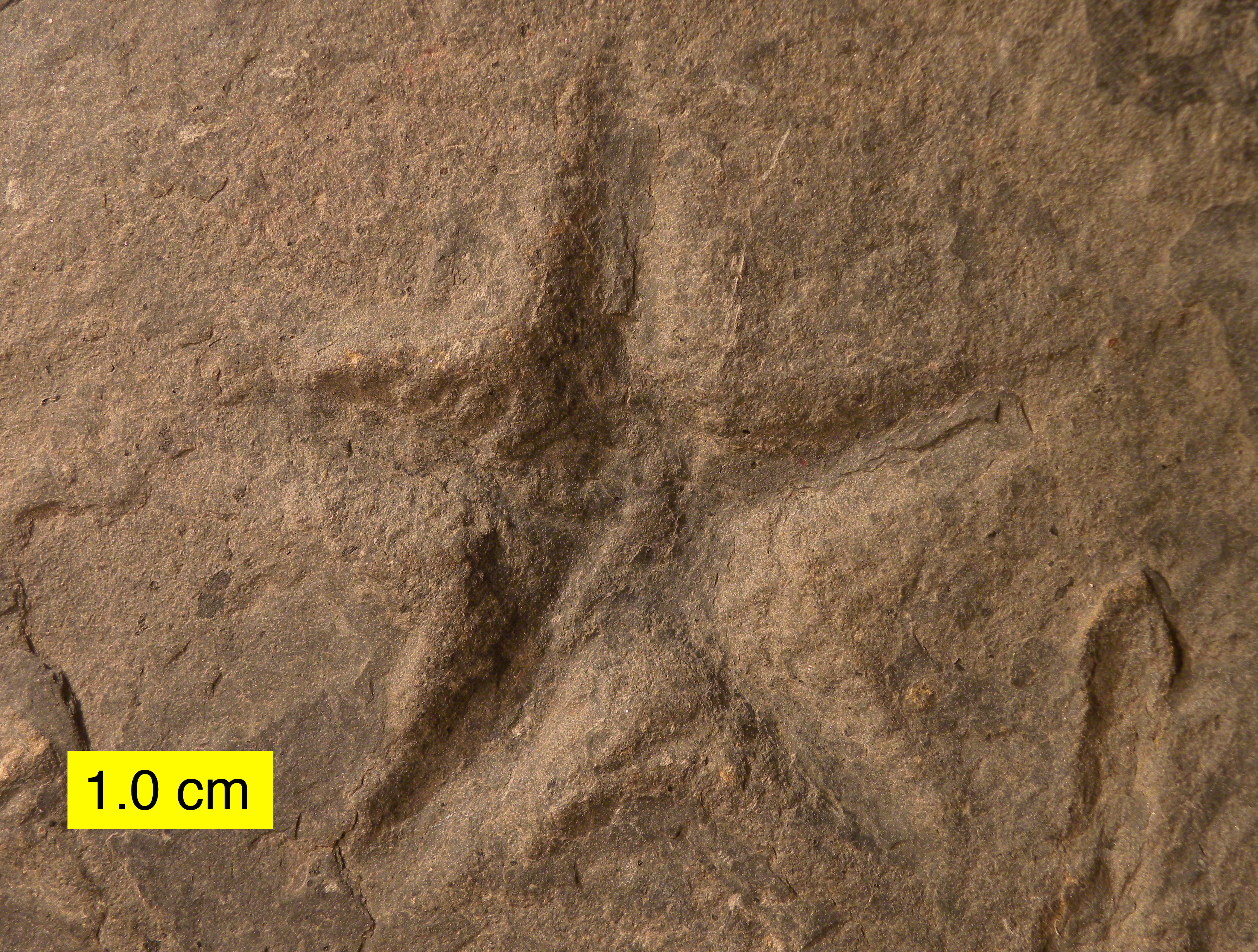
Asteriacites.

## Classification
Les différents types de traces sont classés en ichnotaxons (ichnogenres et ichnoespèces) selon la nomenclature binomiale habituelle en taxonomie.
Ils sont également organisés en grands groupes, nommés d'après le mode supposé de formation des traces :
- Fugichnia : traces de fuite ;
- Pascichnia : traces de recherche de nourriture. Exemple : Helminthoidia :
- Repichnia : traces de reptation sur ou dans un substrat. Exemples: Cruziana, Isopodichnus, Chirothérium, Nereites ;
- Domichnia : traces d'habitation (terriers). Exemple : Skolithos, Tisaas, Acenicolites (tous des suspensivores sessiles).
- Cubichnia : traces de repos. Exemple : Asteriacites ;
- Ambulichnia : traces de déplacement ou migration ;
- Entobia : traces de forage (biochimique ou mécanique) de roche, coquille, os, corne.

Outre ces traces, la paléoichnologie étudie aussi les débris de repas, les coprolithes.
Il arrive que les ichnofossiles soient les seules traces d'activité biologique observées dans les roches sédimentaires (flysch à Helminthoïdes dans les Alpes). Bien souvent, les organismes à l'origine des traces ne sont pas connus.
On soupçonne par ailleurs, grâce aux travaux sur les traces actuelles, qu'un même ichnofossile peut résulter de l'action d'organismes variés.

## Traces laissées par l'Homme
La paléoichnologie s'applique aussi à la Préhistoire humaine, avec notamment l'étude des traces de pas humains ou pré-humains imprimées dans une roche tendre qui s'est durcie peu après.
Parmi les traces de pas les plus fameuses figurent :
- empreintes de pas de Tráchilos : 5,7 Ma (Crète), attribuées à un homininé bipède inconnu
- traces de pas de Laetoli : 3,66 Ma (Tanzanie), attribuées à Australopithecus afarensis
- traces de pas d'Ileret : 1,52 Ma (Kenya), attribuées à Homo ergaster
- traces de pas de Happisburgh : 900 ka (Angleterre), attribuées à Homo antecessor
- traces de pas d'Eve : 117 ka (Afrique du Sud), attribuées à Homo sapiens
- Empreintes de pas sur le site du Rozel : 80 ka (France), attribuées à Homo neanderthalensis